# Scary Muzak
Scary Muzak è il tredicesimo album in studio della band norvegese di elettronica sperimentale Ulver, pubblicato nel 2021 il 31 ottobre (Halloween). L'album è fortemente ispirato alle colonne sonore dei film horror degli anni '70 e '80, con cinque delle dodici canzoni dell'album che incorporano la musica della colonna sonora del film Halloween del 1978 di John Carpenter.

## Tracce
1. Aleen Howl (Halloween Theme) – 4:07
2. Ateliers Hume – 2:21
3. Genet Nightingale – 2:21
4. Addi Fled Hon – 3:52
5. Alchemist Salk – 2:18
6. Boo Sackloth – 1:44
7. Evil Longbows – 3:31
8. Club Fuego – 4:47
9. "Achilles Milk – 2:14
10. ECM Panorama – 4:56
11. Redrum Al Brut – 1:34
12. RIP Brouhaha – 4:31